# 野天湯へGo!
野天湯へGo!（のてんゆへゴー）は、山田べにこが全国の野天湯を訪ねる旅チャンネルの温泉番組。2010年放送開始。

## 概要
山田べにこが登山装備をした上で、登山などをして野湯を訪ねる番組。30分番組。毎回、冒頭に1分ほど、登山の装備が紹介される。基本的に、前半は簡単に行ける温泉の紹介、後半は行くのが大変な温泉に行くという構成になっている。後半は、登山道などが全くない源泉へも行ったりしている。現地の人の案内の元で行っている回もある。熊が出そうな山道を進む時は「 森のクマさん 」を唄いながら撮影に挑んでいる。
第1話〜第13話が第1シリーズ、第14話〜第26話が第2シリーズで、第1シリーズは2010年から、第2シリーズは2011年8月13日放送開始。

## スタッフ
- ナレーター：髙島保
- ディレクター：鈴木寿美子（第1話〜第13話）、勝股俊遇（第11話）、日下部祐二朗（第14話〜第26話）、清野智基（第14話〜第26話）
- プロデューサー：森慶太（JIC）、海野仁（JIC）、玖保英明（オフィスて・ら）

## 訪問先
以下「タイトル - 訪れた場所」。
1. 奥鬼怒湯沢 - 栃木県日光市。川俣温泉の間欠泉と川俣一柳閣（旅館）の温泉、湯沢噴泉塔
2. 屈斜路湖 - 北海道（道東）川上郡弟子屈町。コタン温泉、和琴半島・奥の湯。和琴半島・奥の湯へは徒歩でも行ける場所だが、カヌーを30分漕いで行っている。
3. 田沢湖 - 秋田県仙北市。鶴の湯温泉、たつこの湯
4. 然別湖 - 北海道（道東）河東郡上士幌町。幌加温泉、岩間の湯、ユーネの湯
5. 那須茶臼岳周辺 - 栃木県那須郡那須町。北温泉、飯盛温泉跡、膳棚の湯
6. 阿寒湖周辺 - 北海道（道東）足寄郡足寄町。野中温泉、阿寒川の湯
7. 安比高原 - 岩手県八幡平市。藤七温泉彩雲荘、安比温泉
8. 香草温泉 - 群馬県吾妻郡草津町。西の河原露天風呂、香草温泉（草津温泉の先の毒水沢を登って行く登山道がない場所）
9. 霧島温泉 - 鹿児島県霧島市。湯之谷温泉の湯之谷山荘、目の湯、川の湯、鉾投温泉
10. 八幡平 - 秋田県鹿角市。蒸ノ湯温泉、硫黄取りの湯（澄川地熱発電所PR館から登山道に入り湯の沢に降りていく）
11. 妙高周辺 - 新潟県妙高市。赤倉温泉お宿ふるや、燕温泉（小屋場の湯、滝の湯、滝つぼの湯）
12. 蔵王かもしか温泉 - 宮城県柴田郡川崎町。青根温泉（停車場の湯、坊源）、蔵王かもしか温泉
13. 川原毛鳴沢大滝 - 秋田県湯沢市。祭事温泉かみくら、川原毛大湯滝
14. 穴の浜温泉 - 鹿児島県鹿児島郡三島村硫黄島。坂本温泉、穴の浜温泉（硫黄島の北東部）
15. 薫別温泉 - 北海道（道東）標津郡標津町。越川温泉、薫別温泉
16. 岩間噴泉塔 - 石川県白山市。親谷の湯、岩間元湯、岩間噴泉塔
17. 湯俣温泉噴湯丘 - 長野県大町市。仙人閣、湯俣温泉晴嵐荘の露天風呂、湯俣温泉噴湯丘
18. 洞窟温泉 - 鹿児島県鹿児島郡三島村硫黄島。長浜温泉、ウータン温泉（坂本温泉近く）、東温泉、洞窟温泉（硫黄島の南、船で行く）
19. 梶山元湯 - 新潟県糸魚川市雨飾山。雨飾高原露天風呂、雨飾山荘（都忘れの湯、るりの湯）、梶山元湯（根知川）
20. 中岳温泉 - 北海道（道北）上川郡。天人峡温泉、中岳温泉
21. 祖母谷温泉 - 富山県黒部市宇奈月町。祖母谷温泉。この続編が次回。
22. 阿曽原温泉 仙人温泉 - 富山県黒部市宇奈月町。阿曽原温泉、仙人温泉
23. 本沢温泉・雲上の湯 - 長野県南佐久郡南牧村（信濃国）。稲子湯、石楠花の湯、本沢温泉・雲上の湯
24. 三斗小屋温泉 御宝前の湯 - 栃木県那須塩原市。湯っ歩の里、煙草屋旅館（露天風呂と共同風呂）、大黒屋の内湯、御宝前の湯
25. 金花湯 - 北海道（道央）島牧郡島牧村。モッタ海岸温泉、千走川温泉、金花湯
26. 御釜湾海中温泉 - 東京都新島村式根島（伊豆諸島）。松が下雅湯、足付温泉、地鉈温泉、御釜湾海中温泉

## 参照
1. 1 2  温泉シーズン到来！！野趣溢れる温泉巡り、行ってみませんか？『野天湯へＧＯ！』（旅チャンネル）｜株式会社ジャパンイメージコミュニケーションズのニュースリリース
2. ↑  【新しいスタイルの温泉巡り】ＯＬ温泉愛好家山田べにこが巡る『野天湯へGo！』新シリーズスタート（旅チャンネル）｜株式会社ジャパンイメージコミュニケーションズのニュースリリース